# Hall of Fame Tennis Championships 2000 - Qualificazioni doppio
Le qualificazioni del doppio  dell'Hall of Fame Tennis Championships 2000 sono state un torneo di tennis preliminare per accedere alla fase finale della manifestazione. I vincitori dell'ultimo turno sono entrati di diritto nel tabellone principale. In caso di ritiro di uno o più giocatori aventi diritto a questi sono subentrati i lucky loser, ossia i giocatori che hanno perso nell'ultimo turno ma che avevano una classifica più alta rispetto agli altri partecipanti che avevano comunque perso nel turno finale.
Le qualificazioni del doppio del torneo Hall of Fame Tennis Championships 2000 prevedevano 4 coppie partecipanti di cui una è entrata nel tabellone principale.

## Teste di serie
1. Gouichi Motomura /  Dejan Petrović (primo turno)

1. Justin Bower /  Yaoki Ishii (ultimo turno)

## Qualificati
1. Ville Liukko  /   Peter Wessels

## Tabellone

### Legenda
| - Q = Qualificato - WC = Wild card - LL = Lucky loser | - ALT = Alternate - SE = Special Exempt - PR = Protected Ranking | - w/o = Walkover - r = Ritirato - d = Squalificato |

|  | Primo turno | Primo turno                     | Primo turno                     | Primo turno | Primo turno |  |  | Ultimo turno | Ultimo turno               | Ultimo turno               | Ultimo turno | Ultimo turno |  |
|  |             |                                 |                                 |             |             |  |  |              |                            |                            |              |              |  |
|  |             | Ville Liukko Peter Wessels      | Ville Liukko Peter Wessels      | 7           | 7           |  |  |              |                            |                            |              |              |  |
|  | 1           | Gouichi Motomura Dejan Petrović | Gouichi Motomura Dejan Petrović | 6           | 63          |  |  |              | Ville Liukko Peter Wessels | Ville Liukko Peter Wessels | 6            | 6            |  |
|  | 2           | Justin Bower Yaoki Ishii        | Justin Bower Yaoki Ishii        | 7           | 6           |  |  | 2            | Justin Bower Yaoki Ishii   | Justin Bower Yaoki Ishii   | 4            | 4            |  |
|  |             | Matt Davis Trevor Spracklin     | Matt Davis Trevor Spracklin     | 63          | 2           |  |  |              |                            |                            |              |              |  |